# Możliwości eksploatacji Merkurego

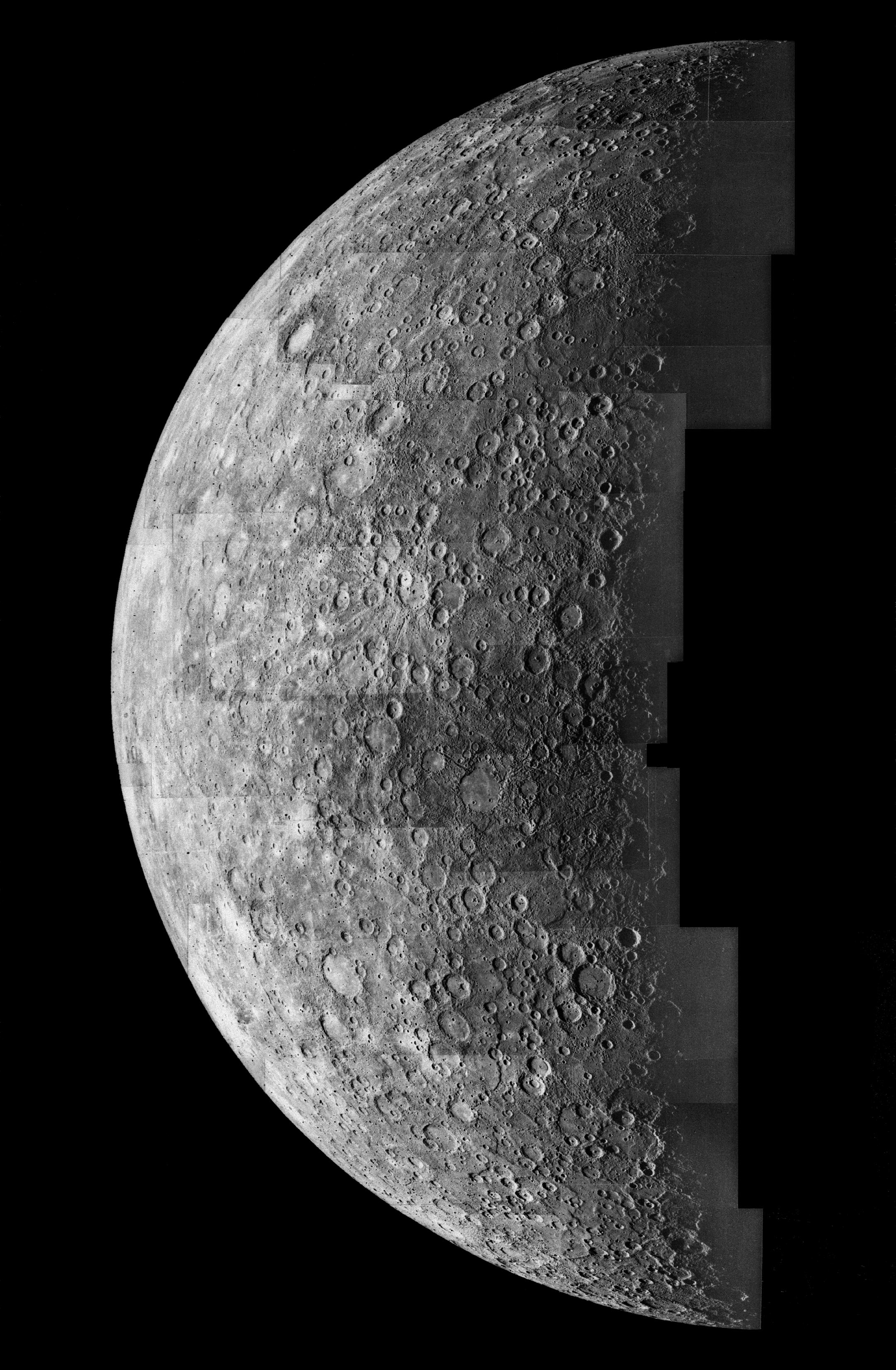
Merkury

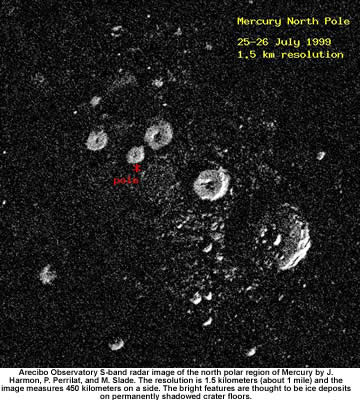
Okolice jednego z biegunów Merkurego. Przypuszcza się, że jasne plamy to lód ukryty w permanentnie zacienionych kraterach.

Merkury jest jednym z proponowanych celów kolonizacji Kosmosu.

## Warunki i zasoby
- Merkury, podobnie jak Księżyc, posiada szczątkową atmosferę, w związku z czym można zastosować technologię podobną do wykorzystanej w kolonizacji Księżyca.
- Merkury posiada magnetosferę, która jest dostatecznie silna, by chronić przynajmniej niektóre obszary na powierzchni planety przed wiatrem słonecznym[1].
- Pomimo że powierzchnia Merkurego w okolicach równika rozgrzewa się nawet do 700 K (430 °C), co przekracza temperaturę topnienia ołowiu, temperatura w pobliżu biegunów jest znacznie niższa i podlega mniejszym wahaniom w ciągu doby. W dodatku w tamtejszych kraterach może być ukryty lód[2].
- Możliwości pozyskiwania energii słonecznej są na Merkurym większe niż na jakiejkolwiek innej planecie układu. Stała słoneczna dla średniej odległości Merkurego od Słońca wynosi 9,13 kW/m², czyli około 6,5 raza więcej niż dla Ziemi. Nachylenie płaszczyzny równika do płaszczyzny orbity jest bardzo małe, w związku z czym w pobliżu biegunów mogą występować miejsca całodobowo oświetlone przez Słońce[3]. Zaproponowano gromadzenie energii słonecznej i przekształcanie jej do formy użytecznej później dla napędów międzygwiezdnych[4].
- Przypuszcza się, że na Merkurym mogą być zlokalizowane duże pokłady 3He, izotopu helu, który w reakcji termojądrowej stanowiłby dobre źródło czystej energii jądrowej. Merkury może też posiadać bogate złoża rud żelaza i krzemianów magnezu[5].
- Grawitacja Merkurego jest ponad dwukrotnie większa niż grawitacja Księżyca i porównywalna z grawitacją Marsa. Wynosi ona[3] ok. {\displaystyle 0,377g_{n}} (gdzie symbolem {\displaystyle g_{n}} oznaczono normalne przyspieszenie ziemskie).

## Przewidywane trudności
Szczątkowa atmosfera, bliskość Słońca i długa doba merkuriańska równa 176 dób ziemskich stanowią duże wyzwanie w kwestii zapewnienia warunków do życia kolonistom. Stała kolonia niemal na pewno musiałaby być zlokalizowana w pobliżu jednego z biegunów, ale podczas długiej nocy kolonie mogłyby funkcjonować także w pozostałych rejonach planety. Przypuszczalnie lekkie pierwiastki niezbędne dla życia człowieka musiałyby być importowane.
Silne pole grawitacyjne Słońca ogranicza możliwości podróży z i na Merkurego. Wykorzystując pole grawitacyjne Wenus i przy użyciu dostępnych dziś napędów można dotrzeć z Ziemi na Merkurego w czasie 6 lat. Do lotów z Merkurego można by wykorzystać żaglowce słoneczne, ale technologia taka nie jest jeszcze opracowana.